# ایمیل ویندور لایو
نرم‌افزار «ایمیل ویندوز لایو» (نام سابق: محیط‌کار ایمیل ویندوز لایو) (نام رسمی پروژه: اِل‌رآی) رایانامه‌خوان رایگانی است که توسط شرکت ماکروسافت ارائه شد و در حال حاضر پروژهٔ بازنشسته است و این شرکت دیگر روی آن کار نمی‌کند. این نرم‌افزار بعدتر منجرب به شروع پروژهٔ «ایمیل ویندوز» در «ویندوز ویستا» شد. در «ویندوز ویستا» «ایمیل ویندوز» جایگزین نرم‌افزار قدیمی «اوت‌لوک اکسپرس» شد. نرم‌افزار «ایمیل ویندوز لایو» با وجود اینکه این سیستم‌عامل‌های بعدی با نرم‌افزار ایمیل خود «ویندوز میل» ارائه شدند همچنان با ویندوز ۷ و ۸ و ۱۰ و سرور ۲۰۰۸ آر ۲ سازگاری دارد.